# Bora Karadag
Bora Karadag (* 17. Mai 1990 in Mülheim) ist ein deutsch-türkischer Fußballspieler.

## Karriere
Karadag kam als Deutsch-Türke in Mülheim an der Ruhr zur Welt und begann mit dem Fußballspielen bei Rot-Weiß Oberhausen. 2004 wechselte er in die Jugend von Rot-Weiss Essen, wo er mit 18 Jahren in den Kader der ersten Mannschaft aufgenommen wurde. Mit Rot-Weiss Essen spielte er in der Regionalliga West und nahm an der 1. Runde des DFB-Pokals 2008/09 gegen Borussia Dortmund (1:3) teil. Im folgenden Jahr wurde Karadag in die 2. Mannschaft versetzt, die in der NRW-Liga spielte.
Im Sommer 2010 wechselte Karadag zur Reserve von Preußen Münster, die er bereits zur Winterpause wieder verließ, und gab ein Gastspiel in der Türkei bei Bugsaşspor, kam dort jedoch nur auf zwei Einsätze. Mit Beginn der Saison 2011/12 kehrte der Mittelfeldspieler nach Deutschland zurück und schloss sich dem VfB Speldorf an. Im Januar 2012 löste er seinen Vertrag mit dem VfB wieder auf. Ein geplantes Engagement in Zypern kam nicht zustande, stattdessen schloss er sich zur Saison 2012/13 dem türkischen ehemaligen Erstligisten Altay Izmir in der TFF 2. Lig an.
2013 wurde Karadag vom Landesligisten FSV Duisburg verpflichtet. Dort entwickelte er sich zum Stammspieler und Torjäger und scheiterte in der Saison 2015/16 mit dem FSV als Meisterschafts-Dritter nur knapp am Aufstieg in die Oberliga. Im Sommer 2016 stand ein Wechsel in die Türkei zum Profiklub Sarıyer SK kurz bevor, der Transfer zerschlug sich jedoch und Karadag blieb in Duisburg. Am Ende der Landesligasaison 2017/18 stieg er mit dem FSV in die Oberliga auf, danach verließ er den Verein und wechselte zum Bezirksligisten Hamborn 07. In der Winterpause wechselte er erneut, diesmal zum Mülheimer FC 97. Im Sommer 2019 schloss er sich dem Landesligisten SV Scherpenberg an, den er nach einem halben Jahr wieder verließ. Seit dem 1. Januar 2020 spielt Karadag für den Bezirksligisten Duisburger FV 08.